# Runes (album)
Pour les articles homonymes, voir Rune (homonymie).
Albums de Bury Tomorrow
The Union of Crowns
(2012) Earthbound
(2016)
Singles
1. Man on Fire
Sortie : 24 février 2014
2. Of Glory
Sortie : 13 mai 2014

Runes est le troisième album studio du groupe britannique de metalcore Bury Tomorrow sorti le 26 mai 2014 sur le label Nuclear Blast.

## Fiche technique

### Liste des titres de l'album
Toutes les chansons sont écrites et composées par Bury Tomorrow.
| No  | Titre               | Durée |
| --- | ------------------- | ----- |
| 1.  | Man on Fire         | 4:01  |
| 2.  | Shadow, a Creator   | 4:39  |
| 3.  | The Torch           | 4:14  |
| 4.  | Watcher             | 4:44  |
| 5.  | Our Gift            | 3:36  |
| 6.  | Darker Water        | 3:19  |
| 7.  | Another Journey     | 3:10  |
| 8.  | Under the Sun       | 3:31  |
| 9.  | Year of the Harvest | 3:32  |
| 10. | Garden of Thorns    | 5:03  |
| 11. | Divine Breath       | 1:30  |
| 12. | Of Glory            | 4:32  |
| 13. | Last of the Ice     | 3:35  |

### Interprètes
- Dani Winter-Bates: chant, screaming
- Mehdi Vismara: guitare
- Jason Cameron: guitare, chœur
- Davyd Winter-Bates: basse
- Adam Jackson: batterie, percussions

## Classements hebdomadaires
| Classement (2014)                 | Meilleure place |
| --------------------------------- | --------------- |
| Belgique (Flandre Ultratop)       | 192             |
| Royaume-Uni (UK Albums Chart)     | 34              |
| Royaume-Uni (Rock & Metal Albums) | 1               |